# Cizur
Cizur – gmina w Hiszpanii, w Nawarze, o powierzchni 52,5 km². W 2011 roku gmina liczyła 3663 mieszkańców.